# Euchilocoris
Euchilocoris is een geslacht van wantsen uit de familie van de Miridae (Blindwantsen). Het geslacht werd voor het eerst wetenschappelijk beschreven door Odo Reuter in 1907.

## Soorten
Het genus bevat de volgende soorten:

- Euchilocoris aeneoindutus (Reuter, 1905)
- Euchilocoris andinus Carvalho, 1986
- Euchilocoris balteatus (Distant, 1884)
- Euchilocoris bolivarianus Carvalho, 1985
- Euchilocoris boyacanus Carvalho, 1986
- Euchilocoris corcovadensis Carvalho, 1990
- Euchilocoris ecuadorensis Carvalho, 1986
- Euchilocoris hahni (Stal, 1860)
- Euchilocoris rufinasoides Carvalho, 1986
- Euchilocoris rufinasus (Stal, 1860)
- Euchilocoris scutellatus (Distant, 1893)
- Euchilocoris sulinus Carvalho, 1986
- Euchilocoris venezuelanus Carvalho, 1986